# Phineas y Ferb: Demonios de la velocidad
Phineas y Ferb: Demonios de la Velocidad (en inglés: Phineas & Ferb: Speed Demons), es una novela infantil de 2009 escrita por Jasmine Jones basada en la serie Phineas y Ferb creada por Dan Povenmire y Jeff Marsh. Su primera edición en español fue lanzada el 16 de agosto de 2010. 

## Argumento
El libro se nos presenta como la narración que sigue las aventuras de los medios hermanos Phineas Flynn y Ferb Fletcher, al igual que las aventuras de Perry el ornitorrinco y el Dr. Doofenshmirtz. Cada página tiene normalmente una imagen que ayuda al lector a visualizar lo que se está describiendo. La imagen es una captura de pantalla en blanco y negro del episodio (tomado de los episodios de televisión). Cada capítulo incluye una imagen de Phineas y Ferb al principio del capítulo y la imagen de Perry aparece al lado de cada número de página. Andrea Rodríguez del Fondo de Cultura Económica menciona que el libro: "muestra nuevas facetas de los personajes de la serie animada de Disney Channel, desde cirqueros hasta músicos".

## Historia
La historia narra una adaptación de las aventuras de Phineas y Ferb enfocadas a las carreras de autos. La historia comienza cuando Phineas y Ferb están en su árbol preferido y se empieza a escuchar el motor de un auto, en lo que miran una pista de carreras y su mentes empiezan a pensar en una gran idea. Se precipitan ambos la cochera y con el auto de su mama comienzan a construir un auto de Fórmula 1.